# Урдовіза

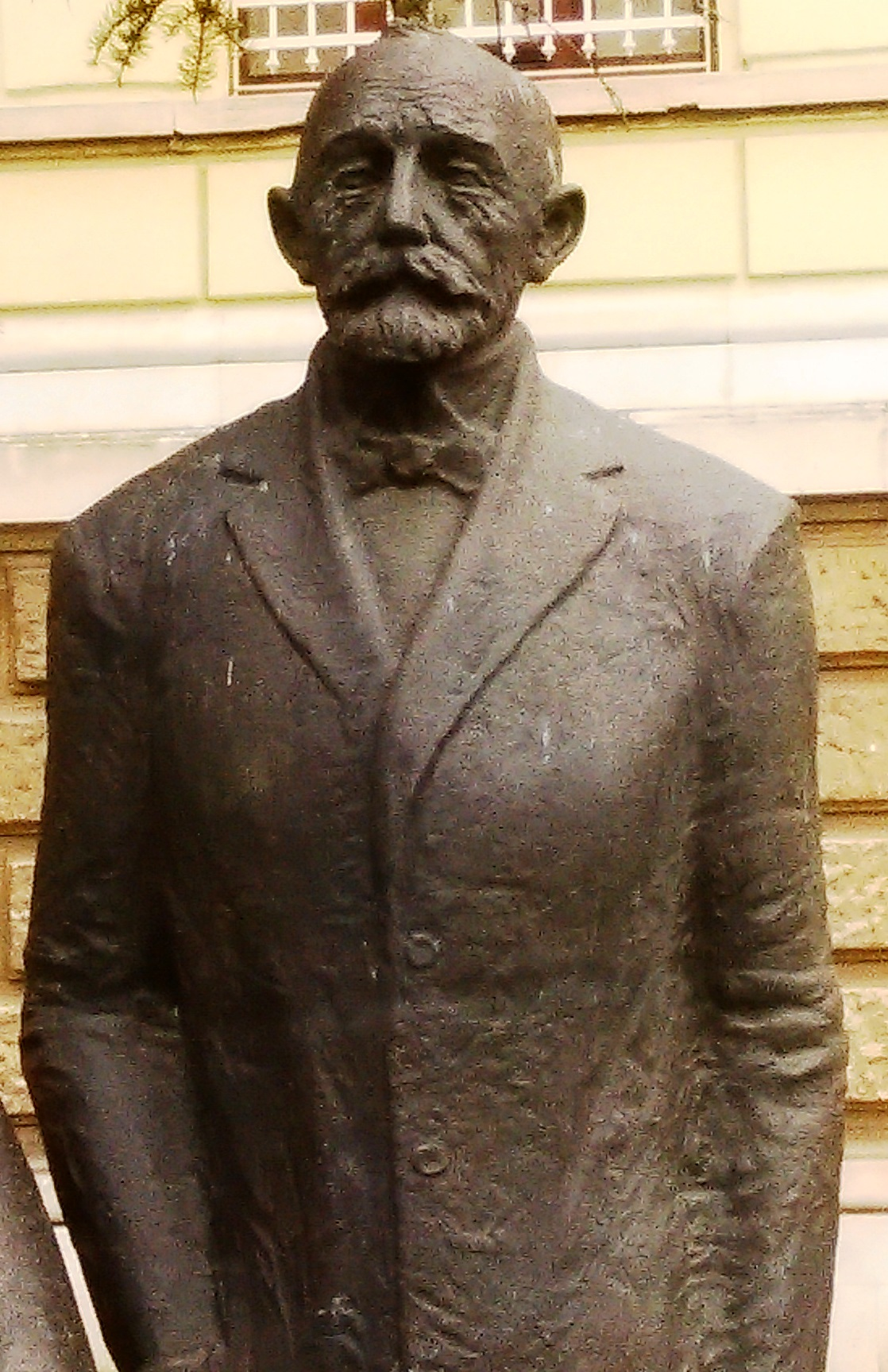
Герман Шкорпіл

Стародавнє село Урдовіза розташоване на однойменному півострові Урдовіза на території сьогоднішнього Китена. Археологічними дослідженнями виявлено артефакти ранньої бронзової доби (близько 3000 р. до н.е.). Значна частина стародавніх залишків сьогодні під водою, що робить дослідження надзвичайно складним. Висота над рівнем моря: 15 м.

## Історія
Відразу ж за містом Кітен можна побачити залишки фортеці Урдовіза, розташованої в 35 км від Созополя. Вона існувала з часів Троянської війни (12 ст.  до н.е.).  Доведено, що тут існувала гавань як в античності, так і в середньовіччя, коли форт був важливою болгарською фортецею і військово-морською базою.  Це давнє фракійське поселення, яке знайшло підтвердження в багатих знахідках античних кам'яних якорів і кераміки  кінця бронзового століття, архаїчної, класичної і елліністичної кераміки (переважно фрагментів амфор) і фрагментів червоно-залізних римських суден, знайдених у двох бухтах навколо півострова.
Півострів, на якому розташована фортеця, довжиною близько 120 м і шириною від 60 до 80 м, з шийкою, що з'єднує його з материком завширшки 40 м. Узбережжя півострова круте і від 10 до 15 м заввишки, що робить його недоступним з моря. Брати Шкорпіл виявили залишки укріпленої стіни довжиною 100 футів завтовшки 3 м, зроблену з каменю, скріплену білим розчином із шамотом.   Стіна була увінчана двома бойовими вежами.  Перед нею був виритий глибокий рів.  Тепер  фортечна стіна межує з півостровом і сушею. Ще  наприкінці XIX століття стіна Урдовізи була у доброму стані.  Одна з гіпотез полягає в тому, що це був останній порт для експорту поставок до Трої, і його блокування призвело до її краху.
Розкопки фортечної стіни Удовіза, яка є однією з найбільш збережених фортечних стін уздовж узбережжя Чорного моря, виявили  12 сходів, дві оглядові вежі, камін і чітко окреслені двері.
Згідно з легендою, записаною братами Шкорпілями, на південь від Урдовізи проходила через бухту кам'яна стіна до протилежного мису, який зберігав гавань від бур.  Кораблі входили через отвір, заблокований залізним ланцюгом.
У затонулому доісторичному поселенні 5000-4000 років тому (рання бронзова доба) палеоорнолог проф. Златозар Боєв відкрив кістки більшої частини об`єктів полювань давніх мешканців. Серед них найчисленніші — німого лебедя  (Cylorus olor), баклана великого (Phalacrocorax carbo), норця великого (Podiceps cristatus), червоноголової черні (Aythya ferina), рожевого пелікана (Pelecanus onocrotalus), білоокої черні (Aythya nyroca) і т.д.  Цікаві залишки чубатих бакланів (Phalacrocorax aristotelis), які сьогодні мешкають тільки на Добруджанському узбережжі.  Всі види водолюбиві, більшість — водоплавні, а для їхнього лова  використовувались петлі, сітки, стріли і човни.